# Elecciones al Parlamento Europeo de 1989 (España)
Las elecciones al Parlamento Europeo de 1989 en España tuvieron lugar el 15 de junio de dicho año, de forma simultánea a las elecciones en Dinamarca, Holanda, Irlanda y el Reino Unido. Se elegían los 60 eurodiputados que debían representar a España según los términos fijados en el artículo 10 del Acta de Adhesión de España a las Comunidades Europeas. De acuerdo con lo dispuesto en la Ley Orgánica 5/1985, de 19 de junio, del Régimen Electoral General (artículo 214), existe una única circunscripción electoral sin umbral electoral (porcentaje mínimo para ser adjudicatario de escaños; en las generales españolas es del 3%).

## Candidaturas
Se presentaron 33 candidaturas.

## Resultados
La participación ascendió al 54,71%, casi catorce puntos menos que en las elecciones de 1987, un hecho que podría explicarse por no haber coincidido, como en 1987, con otras elecciones de ámbito estatal. Dicha participación fue la menor hasta el momento de un proceso electoral de ámbito nacional. De los votos emitidos, el 1,02% fue nulo. De los válidos, el 1,27% fue en blanco. El número de votos a candidaturas fue de 15.657.676. El censo total fue de 29.283.982 electores.
De las 33 candidaturas presentadas, once obtuvieron representación. La lista más votada fue la del Partido Socialista Obrero Español (PSOE). Los tres principales partidos, PSOE, PP y CDS perdieron representantes, si bien el descenso fue más acusado, en representantes y en porcentaje en los dos últimos. El único partido de ámbito estatal que aumentó sus votos fue Izquierda Unida. El resultado más inesperado fue el de la Agrupación de Electores Ruiz-Mateos, que consiguió dos escaños, entre ellos uno para el propio expresidente de Rumasa, José María Ruiz Mateos, lo que le otorgó inmunidad penal, ya que hasta el momento de su proclamación como electo era un prófugo de la justicia española. Herri Batasuna perdió la mitad de sus apoyos fuera del País Vasco y Navarra, aunque logró conservar su escaño.
Los resultados de las candidaturas que obtuvieron más del 1% de los votos fueron los siguientes:
| ← Elecciones al Parlamento Europeo de 1989 →                                            |                        |           |       |         |      |
| Partido                                                                                 | Cabeza de lista        | Votos     | %     | Escaños | +/-  |
| Partido Socialista Obrero Español (PSOE)a                                               | Fernando Morán         | 6.275.552 | 39,57 | 27 b    | -1   |
| Partido Popularc                                                                        | Marcelino Oreja        | 3.395.015 | 21,41 | 15      | -2d  |
| Centro Democrático y Social                                                             | José Ramón Caso        | 1.133.429 | 7,15  | 5       | -2   |
| Izquierda Unidac                                                                        | Fernando Pérez Royo    | 961.742   | 6,06  | 4 d     | +1   |
| Convergència i Unió                                                                     | Carles Gasòliba        | 666.602   | 4,20  | 2 e     | -1   |
| Agrupación de Electores Ruiz-Mateos                                                     | José María Ruiz Mateos | 608.560   | 3,84  | 2       | +2   |
| Coalición Nacionalista                                                                  | Jon Gangoiti           | 303.038   | 1,91  | 1 f     | +1 g |
| Partido Andalucista                                                                     | Pedro Pacheco          | 295.047   | 1,86  | 1       | +1   |
| Izquierda de los Pueblos                                                                | Juan María Bandrés     | 290.286   | 1,83  | 1 h     | +1   |
| Herri Batasuna                                                                          | Txema Montero          | 269.094   | 1,70  | 1       | =    |
| Por la Europa de los Pueblos                                                            | Carlos Garaikoetxea    | 238.909   | 1,51  | 1 i     | =    |
| Partido de los Trabajadores de España - Unidad Comunista                                | Santiago Carrillo      | 197.095   | 1,24  | 0       | 0    |
| Lista Verdej                                                                            | Purificación González  | 164.557   | 1,04  | 0       | 0    |
| Los Verdes Ecologistas                                                                  |                        | 161.933   | 1,02  | 0       | 0    |
| Federación de Partidos Regionales                                                       | Héctor Villalba        | 151.835   | 0,96  | 0       | 0    |
| Partido Comunista de los Pueblos de España-PCC (PCPE-PCC)                               |                        | 79.970    | 0,50  | 0       | 0    |
| Frente Nacional                                                                         |                        | 60.672    | 0,38  | 0       | 0    |
| Vértice Español de Reivindicación y Desarrollo Ecológico (VERDE)                        |                        | 58.686    | 0,37  | 0       | 0    |
| Coalición Socialdemócrata (CSC)                                                         |                        | 52.577    | 0,33  | 0       | 0    |
| Alternativa Verda - Moviment Ecologista de Catalunya (AV-MEC)                           |                        | 47.250    | 0,30  | 0       | 0    |
| Bloque Nacionalista Galego (BNG)                                                        |                        | 46.052    | 0,29  | 0       | 0    |
| Partido Socialista de los Trabajadores-Partido Obrero Revolucionario Español (PST-PORE) |                        | 38.683    | 0,24  | 0       | 0    |
| Europa por la Vida                                                                      |                        | 30.252    | 0,19  | 0       | 0    |
| Falange Española de las JONS (FE-JONS)                                                  |                        | 24.340    | 0,15  | 0       | 0    |
| Catalunya Lliure                                                                        |                        | 19.774    | 0,12  | 0       | 0    |
| Partido Humanista                                                                       |                        | 19.356    | 0,12  | 0       | 0    |
| Alianza por la República                                                                |                        | 17.189    | 0,11  | 0       | 0    |
| Unidá Nacionalista Asturiana (UNA)                                                      |                        | 13.165    | 0,08  | 0       | 0    |
| Unidad Centrista-PED                                                                    |                        | 10.392    | 0,07  | 0       | 0    |
| Liberación Andaluza                                                                     |                        | 9.421     | 0,06  | 0       | 0    |
| Iniciativa para una Democracia Europea                                                  |                        | 8.789     | 0,06  | 0       | 0    |
| Partido Carlista                                                                        |                        | 8.477     | 0,05  | 0       | 0    |
| Agrupación Electoral BACTERIA                                                           |                        | 0         | 0,0   | 0       | 0    |

a Incluye al Partit dels Socialistes de Catalunya (PSC).

b De ellos, 3 del PSC.

c Incluye Unión del Pueblo Navarro y Centristas de Galicia.

d Respecto a Alianza Popular, que se presentó en solitario a las elecciones de 1987.

c Incluye Iniciativa per Catalunya (IC).

d De ellos, 2 del PCE, 1 de IC-PSUC y 1 del PASOC.

e De ellos, 1 de CDC y 1 de UDC.

f Escaño rotatorio: del PNV entre junio de 1989 y julio de 1992, AIC entre julio de 1992 y julio de 1993, y de CG de julio de 1993 hasta 1994.

g Respecto a Unión Europeísta.

h De Euskadiko Ezkerra (EE).

i Escaño rotatorio: de EA hasta marzo de 1991, y de ERC desde esa fecha.

j Incluye Los Verdes, Los Verdes Ecopacifistas, Los Verdes Alternativos de Madrid, Alternativa Ecoloxista de Galizia, Partido Ecologista de Euskadi y Alternativa Ecologista de Catalunya.

## Diputados electos
Lista de diputados proclamados electos:
| Diputados electos | Diputados electos                        | Diputados electos | Diputados electos |
| N.ª               | Nombre                                   | Lista             | Lista             |
| ----------------- | ---------------------------------------- | ----------------- | ----------------- |
| 1                 | Fernando Morán López                     |                   | PSOE              |
| 2                 | Marcelino Oreja Aguirre                  |                   | PP                |
| 3                 | Enrique Carlos Barón Crespo              |                   | PSOE              |
| 4                 | Manuel Medina Ortega                     |                   | PSOE              |
| 5                 | Fernando Suárez González                 |                   | PP                |
| 6                 | Josep Verde i Aldea                      |                   | PSOE              |
| 7                 | Luis Planas Puchades                     |                   | PSOE              |
| 8                 | José Ramón Caso García                   |                   | CDS               |
| 9                 | Gerardo Fernández Albor                  |                   | PP                |
| 10                | Juan Colino Salamanca                    |                   | PSOE              |
| 11                | Fernando Pérez Royo                      |                   | IU                |
| 12                | Ana Clara Miranda de Lage                |                   | PSOE              |
| 13                | Carlos Robles Piquer                     |                   | PP                |
| 14                | José Enrique Pons Grau                   |                   | PSOE              |
| 15                | Francisco Oliva García                   |                   | PSOE              |
| 16                | Pío Cabanillas Gallas                    |                   | PP                |
| 17                | Carles Alfred Gasòliba i Bohm            |                   | CiU               |
| 18                | Joan Colom i Naval                       |                   | PSOE              |
| 19                | José María Ruiz-Mateos Jiménez de Tejada |                   | ARM               |
| 20                | Ludivina García Arias                    |                   | PSOE              |
| 21                | Eduardo Punset i Casals                  |                   | CDS               |
| 22                | José María Gil-Robles Gil-Delgado        |                   | PP                |
| 23                | María Izquierdo Rojo                     |                   | PSOE              |
| 24                | Miguel Arias Cañete                      |                   | PP                |
| 25                | José Álvarez de Paz                      |                   | PSOE              |
| 26                | Antoni Gutiérrez Díaz                    |                   | IU                |
| 27                | José Vázquez Fouz                        |                   | PSOE              |
| 28                | Antonio Navarro Velasco                  |                   | PP                |
| 29                | Carmen Díez de Rivera Icaza              |                   | PSOE              |
| 30                | Juan José de la Cámara Martínez          |                   | PSOE              |
| 31                | Raúl Morodo Leoncio                      |                   | CDS               |
| 32                | Carmen Llorca Vilaplana                  |                   | PP                |
| 33                | Bárbara Dührkop Dührkop                  |                   | PSOE              |
| 34                | Enrique Sapena Granell                   |                   | PSOE              |
| 35                | Leopoldo Ortiz Climent                   |                   | PP                |
| 36                | Concepció Ferrer i Casals                |                   | CiU               |
| 37                | Mateo Sierra Bardají                     |                   | PSOE              |
| 38                | Alonso José Puerta Gutiérrez             |                   | IU                |
| 39                | Xavier Rubert de Ventós                  |                   | PSOE              |
| 40                | Manuel García Amigo                      |                   | PP                |
| 41                | Carlos Perreau de Pinninck Doménech      |                   | ARM               |
| 42                | Juan Antonio Gangoiti Llaguno            |                   | CN                |
| 43                | Pedro Bofill Abeilhe                     |                   | PSOE              |
| 44                | Pedro Pacheco Herrera                    |                   | PA                |
| 45                | Juan María Bandrés Molet                 |                   | IP                |
| 46                | Carlos María Bru Purón                   |                   | PSOE              |
| 47                | Rafael Calvo Ortega                      |                   | CDS               |
| 48                | Joaquín Sisó Cruellas                    |                   | PP                |
| 49                | Jesús Cabezón Alonso                     |                   | PSOE              |
| 50                | José María Montero Zabala                |                   | HB                |
| 51                | Eusebio Cano Pinto                       |                   | PSOE              |
| 52                | Domènec Romera Alcázar                   |                   | PP                |
| 53                | Juan de Dios Ramírez Heredia             |                   | PSOE              |
| 54                | Arturo Juan Escuder Croft                |                   | PP                |
| 55                | Víctor Manuel Arbeloa Muru               |                   | PSOE              |
| 56                | Teresa Domingo Segarra                   |                   | IU                |
| 57                | Carlos Garaikoetxea Urriza               |                   | PEP               |
| 58                | Javier Sanz Fernández                    |                   | PSOE              |
| 59                | Guadalupe Ruiz-Giménez Aguilar           |                   | CDS               |
| 60                | José Luis Valverde López                 |                   | PP                |